# Ouro
Ouro là một đô thị thuộc bang Santa Catarina, Brasil. Đô thị này có diện tích 206,229 km², dân số năm 2007 là 7095 người, mật độ 38,2 người/km².